# Departamento Río Chico (Tucumán)
Río Chico es un departamento ubicado en la provincia de Tucumán (Argentina). Situado en la región pedemontana del sudoeste provincial. Limita al norte con los departamentos Chicligasta, al este con Simoca, al sur con Juan Bautista Alberdi y al oeste con la provincia de Catamarca. Su cabecera y centro urbano más importante es la ciudad de Aguilares. Se encuentra ubicada al oeste de la provincia de Tucumán. 

## Población
En 2010 el departamento contó con 56 847 habitantes.
Para el censo 2022 el departamento registró 64 962 habitantes; lo que representó un aumento en la cantidad de personas del 14,3% menor que el crecimiento poblacional provinciala situado en 16,6%. Estos datos le valieron al departamento tener la novena mayor población y tener el tercer menor crecimiento poblacional de la provincia.

## Localidades
La población del departamento se concentra en una serie de localidades.
- Aguilares
- Ingenio Santa Bárbara
- Los Sarmientos
- Río Chico
- Santa Ana
- Villa Clodomiro Hileret

## Turismo
En su territorio tiene asiento  parte del Parque nacional Aconquija.